# La Jagua del Pilar
La Jagua del Pilar es un municipio colombiano del departamento de La Guajira. Posee un solo centro poblado, El Plan.

## Historia
El territorio del actual municipio de La Jagua del Pilar fue inicialmente una finca que pertenecía a la heroína cesarense María de la Concepción Loperena Ustáriz, quien la cedió para que se construyera la población que en un principio se llamó La Jagua del Pedregal, cuya construcción comenzó el 12 de octubre de 1795, bajo la dirección de los señores Manuel José Fernández de Castro y Bartolo Ustariz. Posteriormente fue anexado como corregimiento del municipio de Urumita.
El 6 de mayo de 1998, mediante Ordenanza n.º 018, La Jagua del Pilar se segregó de Urumita.

## Geografía
La extensión territorial total del municipio de La Jagua del Pilar es de 267 km², de los cuales 5 km² corresponden al área urbana, y 262 km² al área rural. La cabecera municipal se encuentra a una altitud de 450 m s. n. m., y la temperatura promedio es de 28 28 ℃.
El territorio del municipio es su mayor parte plano, excepto por el sistema montañoso de la Serranía de Perijá, cuya mayor elevación es el Cerro Pintao.

## Límites
- Norte: Municipio de Urumita.
- Sur: Departamento del Cesar.
- Oriente: República Bolivariana de Venezuela.
- Occidente: Departamento del Cesar.

## Festividades
- Fiestas Patronales: Se celebran el 13 de junio, en honor a San Antonio
- Día de la Virgen del Pilar y Festival Vela del Marquezote: Se celebran el 12 de octubre.